# The Yellow Birds
The Yellow Birds (bra:Pássaros Amarelos) é um filme de drama americano de 2017 dirigido e escrito por Alexandre Moors e David Lowery, baseado na obra homônima de Kevin Powers. Protagonizado por Tye Sheridan, Jack Huston, Alden Ehrenreich, Jennifer Aniston e Toni Collette, teve sua primeira aparição no Festival de Cinema de Sundance em 21 de janeiro de 2017. O filme segue a história de dois soldados norte-americanos, Bartle e Murph, que enfrentam os terrores da Guerra do Iraque sob o comando do mais velho e problemático Sargento Sterling.

## Elenco
- Alden Ehrenreich - John Bartle
- Tye Sheridan - Daniel Murphy
- Jack Huston - Sargento Sterling
- Jennifer Aniston - Maureen Murphy
- Toni Collette - Amy Bartle
- Jason Patric - Capitão Anderson
- Lee Tergesen - Jim Murphy
- Aylin Tezel - Claudia
- Nikolai Kinski
- Robert Beck - Capitão Petty
- Rhoda Griffis - Sheryl
- Robert Pralgo - Frank
- Olivia Crocicchia - Tess

## Recepção
No agregador de críticas Rotten Tomatoes, o filme tem uma taxa de aprovação de 45% com base em 40 resenhas, com uma média ponderada de 5,34 / 10. O consenso crítico do site diz: "The Yellow Birds tem um elenco forte e uma mensagem valiosa, mas ambos estão perdidos na história clichê e mecânica deste drama de guerra." No Metacritic, o filme tem uma pontuação média ponderada de 56 em 100, com base em 15 críticos, indicando "críticas mistas ou médias".